# Christian Hjelm
Christian Hjelm (født 1982) er forsanger og guitarist i det danske indie rock-band Figurines. Han kommer oprindeligt fra Vestbjerg i Nordjylland.
Ud over Figurines' tre album og en ep har han også udgivet tre singler under sit eget navn.
Den 22. november 2008 optrådte Christian Hjelm ved en hyldestkoncert for The Beatles' White Album, som hed "The White Concert". Her sang han Beatles-nummeret "Martha My Dear".
Christian Hjelm udgav 3. september 2012 sit første soloalbum, "Før vi blev lette". Pladen er på dansk, og der er blevet frigivet single, inkl. B-side, "Lang vej igen" og "Scenen skifter nu". I 2014 udgav Christian Hjelm albummet "Vaskeægte" via musikselskabet Playground Music. I 2014 udgav Hjelm også julesinglen "I Mørket Finder Lyset Vej” og i 2016 udgav han, sammen med Sarah Hepburn, EP'en "Feed on the Night" under bandnavnet Lucky Moon.
I 2012 blev han desuden udnævnt til kulturambassadør for Aalborg ved gallashowet Aalborgs Bedste i Nordkraft

## Diskografi
- Før vi blev lette (2012)
- Vaskeægte (2014)
- I Mørket Finder Lyset Vej (Single)
- Feed on the Night (Lucky Moon - EP 2016)
- Idiotsikker Manual (Full album 2022)